# Facteur 9
 (novembre 2008).
Si vous disposez d'ouvrages ou d'articles de référence ou si vous connaissez des sites web de qualité traitant du thème abordé ici, merci de compléter l'article en donnant les références utiles à sa vérifiabilité et en les liant à la section « Notes et références ».
L'expression facteur 9 renvoie au Facteur 4, qui désigne notamment l’engagement de la France à diviser par 4 (c'est-à-dire réduire de 75 %) ses émissions de gaz à effet de serre d'ici 2050 en application du protocole de Kyoto et selon son plan national. Le facteur 4, consensuellement retenu par le Grenelle de l'environnement en France en 2007, ne permettait que de stabiliser la situation, laquelle a plutôt empiré à échelle mondiale depuis le Protocole de Kyoto. Certains proposent donc maintenant le facteur 9[réf. nécessaire]. 

## Pourquoi «9»?
On a d'abord parlé de facteur 5, 6 puis 8. Le chiffre 9 découle d’analyses prospectives incluant le fait que d’ici 2100, la démographie devrait continuer à croître.
- Si la population mondiale augmente encore d'un facteur 1,5,
- Si la consommation des individus est encore multipliée par 3 (de nombreux pays dits « pauvres » veulent avoir accès à plus de services et de consommation).
- Si l’on veut diviser par 2 les émissions de gaz à effet de serre,

Alors, la réduction future des consommations d’énergie devrait au moins être de : 1,5 × 3 × 2 = 9.

## Enjeux
L'enjeu central est celui du développement durable. 

Dans tous les cas (facteur 4 ou 9), c’est le secteur du bâtiment qui devrait faire le plus d’efforts car c’est là que les techniques sont disponibles et efficientes, et le bâtiment est en Europe le secteur le plus consommateur d'énergie primaire (40 % de l'énergie totale consommée) avant les transports (30 %) et l'industrie (30 %), en étant responsable de plus de 40 % des émissions totales de CO2 (avec d’importantes différences régionales liées à l’âge des constructions et au climat)...
C’est une stratégie « gagnant-gagnant » car les investissements sont remboursés par les économies, et augmentent les « coûts évités » futurs. Il faut néanmoins disposer de crédits d’investissements initiaux suffisants.

## Exemple
Au Canada fut construite une maison de démonstration, ne consommant que 10 % de ce que consommait une maison moyenne conventionnelle de la même taille en 1970, et 50 % moins d'eau qu’une maison moyenne aujourd’hui, en diminuant ses impacts environnementaux, dans un esprit de HQE (voir )

## Critiques ou contraintes
Le concept s'applique très difficilement (ou très coûteusement) au bâtiment ancien, dont la performance environnementale est souvent mauvaise, bien qu'elle mobilise une autre logique que la construction industrialisée. Son application à la réhabilitation est peu soutenue par la recherche publique (et encore moins privée), même dans les pays qui sont à la pointe des économies d'énergie.